# مجموعه فتح‌آباد
مجموعه فتح‌آباد مربوط به سدهٔ ۴ ه‍.ق است و در شهرستان فیروزآباد، بخش مرکزی، روستای فتح‌آباد واقع شده و این اثر در تاریخ ۱۱ دی ۱۳۸۰ با شمارهٔ ثبت ۴۵۱۰ به‌عنوان یکی از آثار ملی ایران به ثبت رسیده است.